# Dział (Wilkowisko)
Dział lub Nadział (555 m n.p.m.) – wzniesienie w całości znajdujące się na terenie wsi Wilkowisko w województwie małopolskim, w powiecie limanowskim, w gminie Jodłownik, pod względem geograficznym w Beskidzie Wyspowym, przy jego granicy z Pogórzu Wiśnickim. Na mapie Geoportalu opisane jest jako szczyt.
Dział to długi, bezleśny, pokryty polami uprawnymi grzbiet o równoleżnikowym przebiegu. Biegnie nim gruntowa droga, a przy niej są dwa krzyże; jeden z ławeczką pod samotnym drzewem i drugi na cokole pomnika ustawionego tu dla uczczenia roku jubileuszowego 1950 i 2000 oraz kanonizacji i beatyfikacji Jana Pawła II.
Dział jest doskonałym punktem widokowym. Niemal na sam jego szczyt prowadzi droga asfaltowa z szosy Tymbark – Wilkowisko, odchodząca od niej w Zawadce na lewo, około 1300 m za wiaduktem kolejowym i wychodząca przy kościele w Wilkowisku. Na zboczach działu są dwie kapliczki: św. Wojciecha zbudowana podobno na źródle, przy którym odpoczywał św. Wojciech i kapliczka choleryczna, w której w czasie II wojny światowej przechowywano dokumenty i spotykali się przy niej partyzanci.

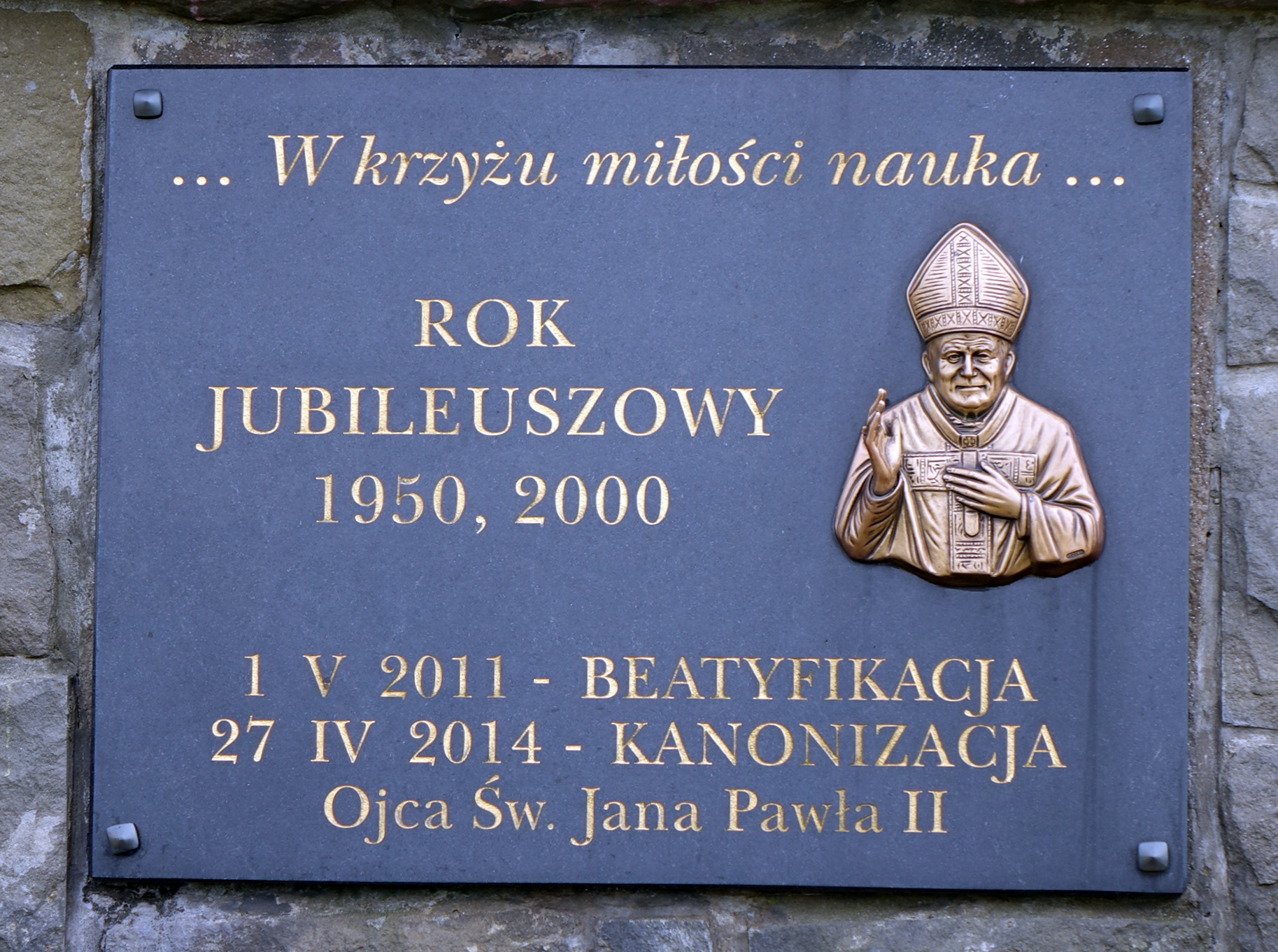
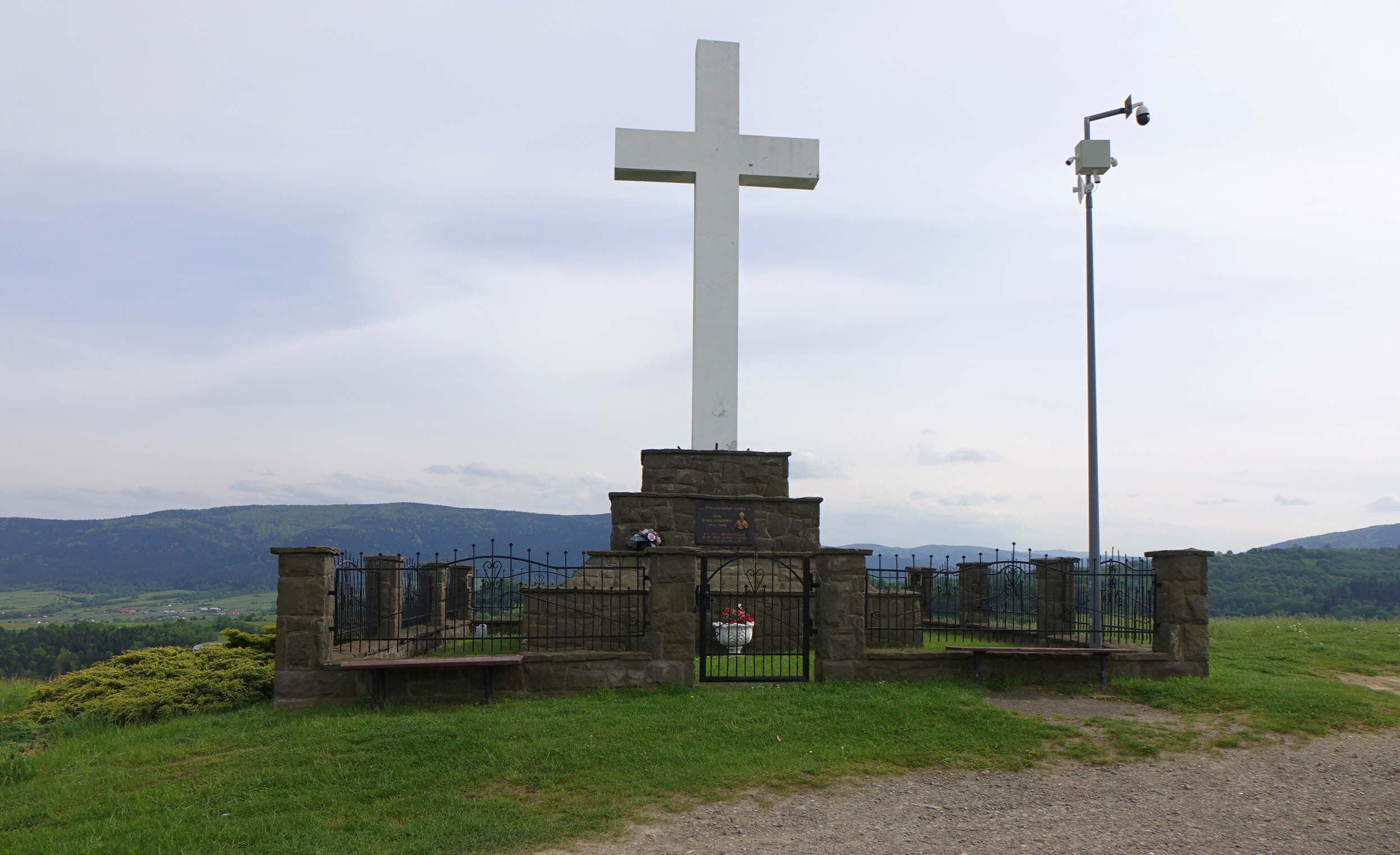
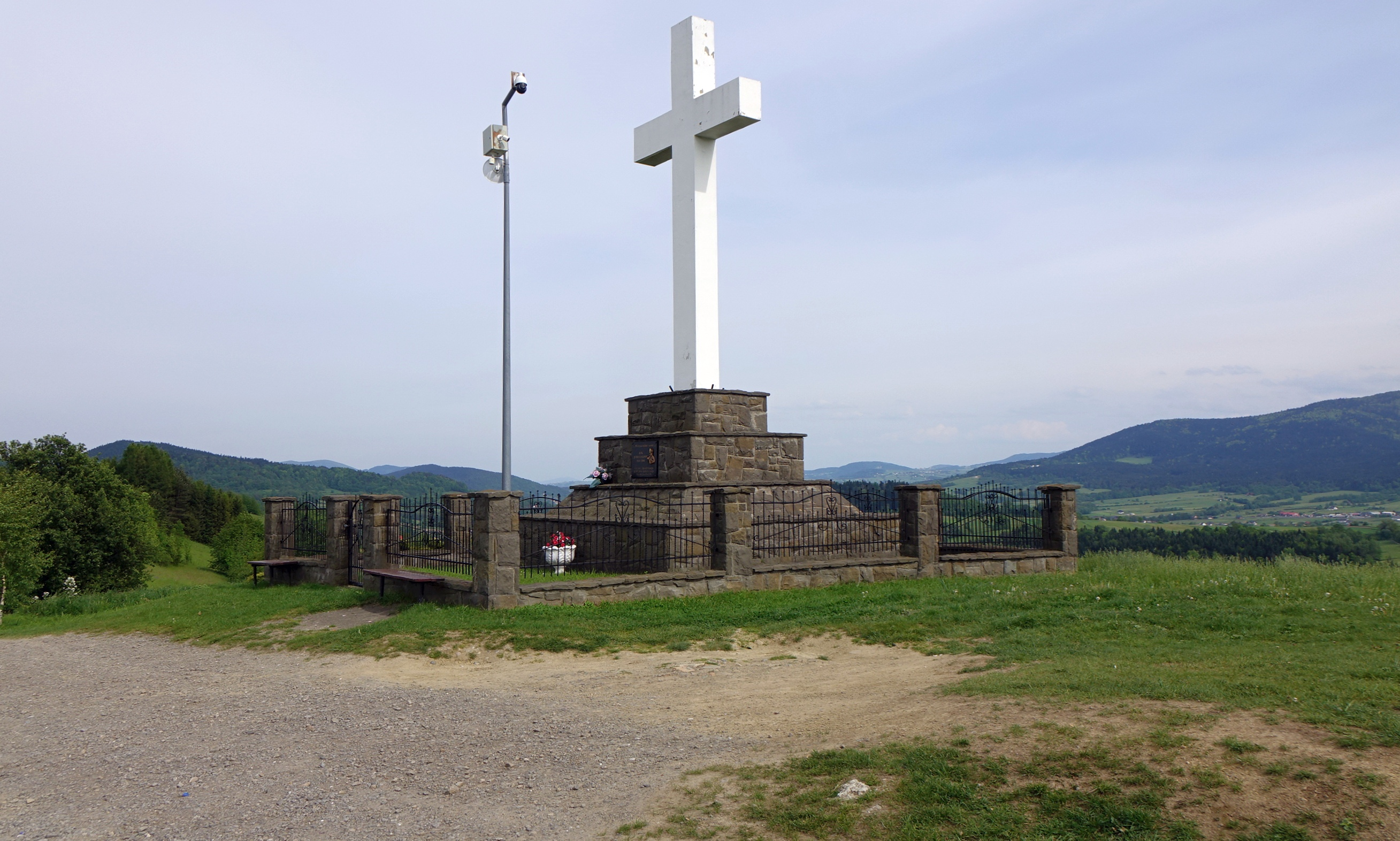
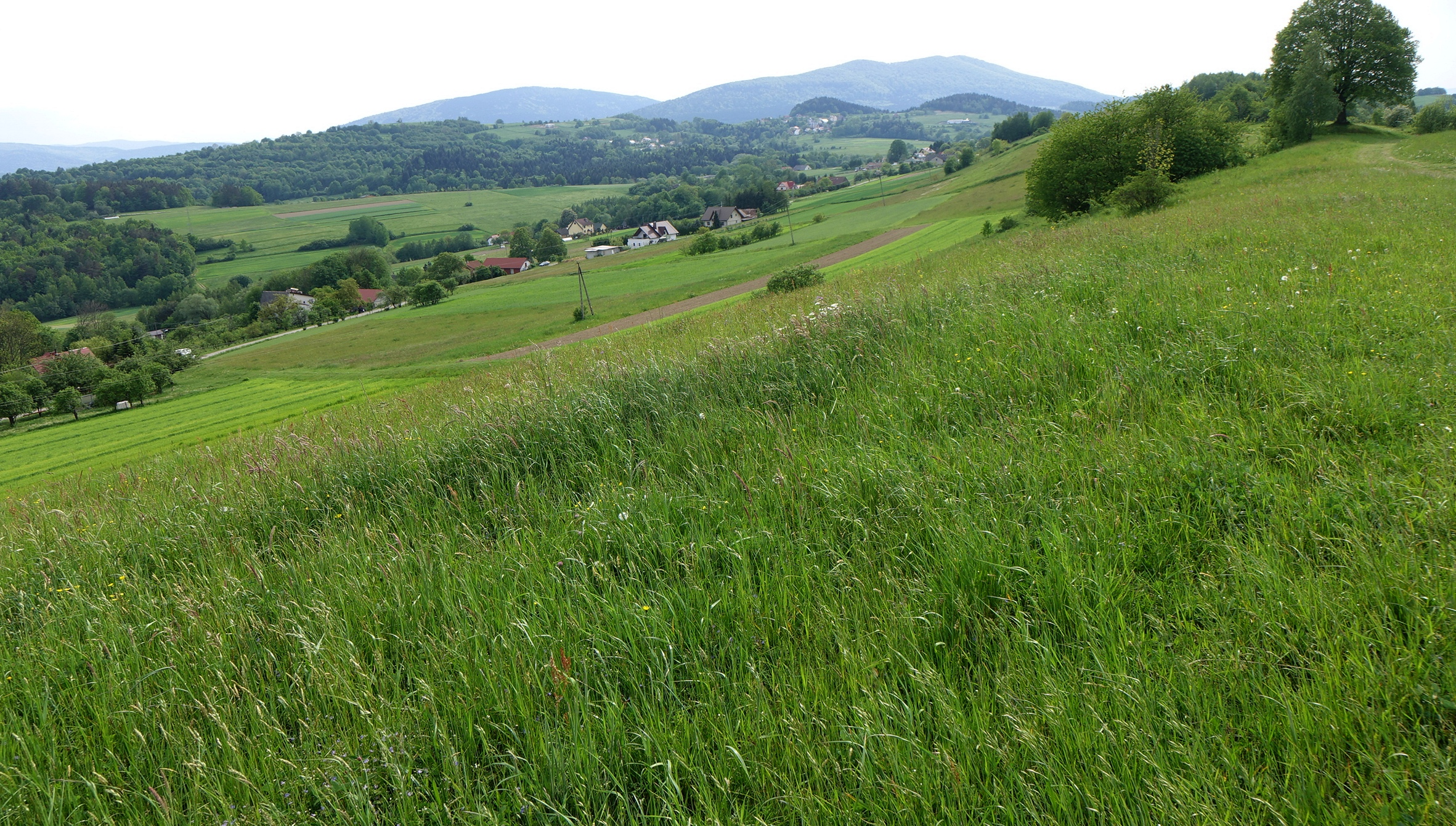
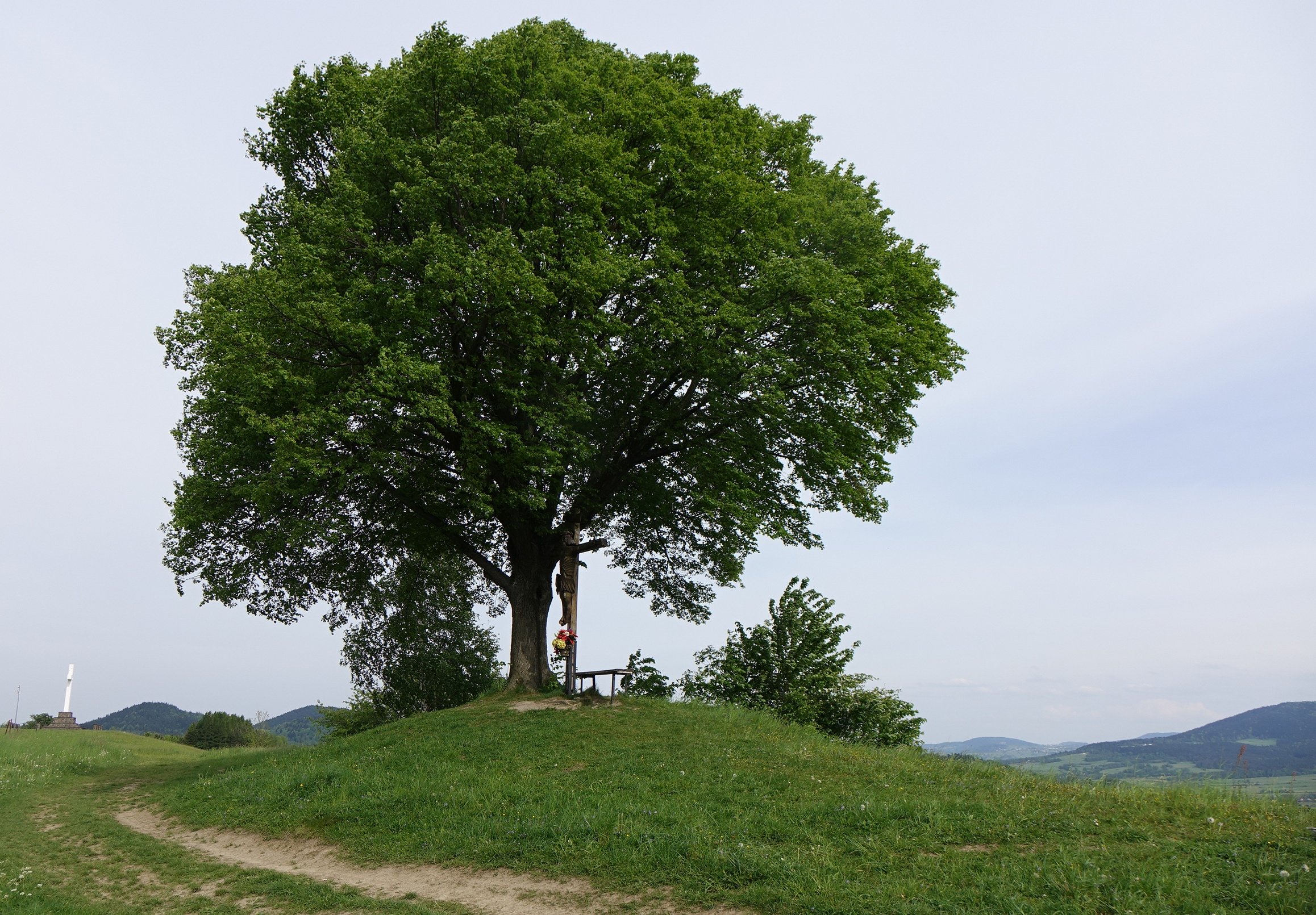
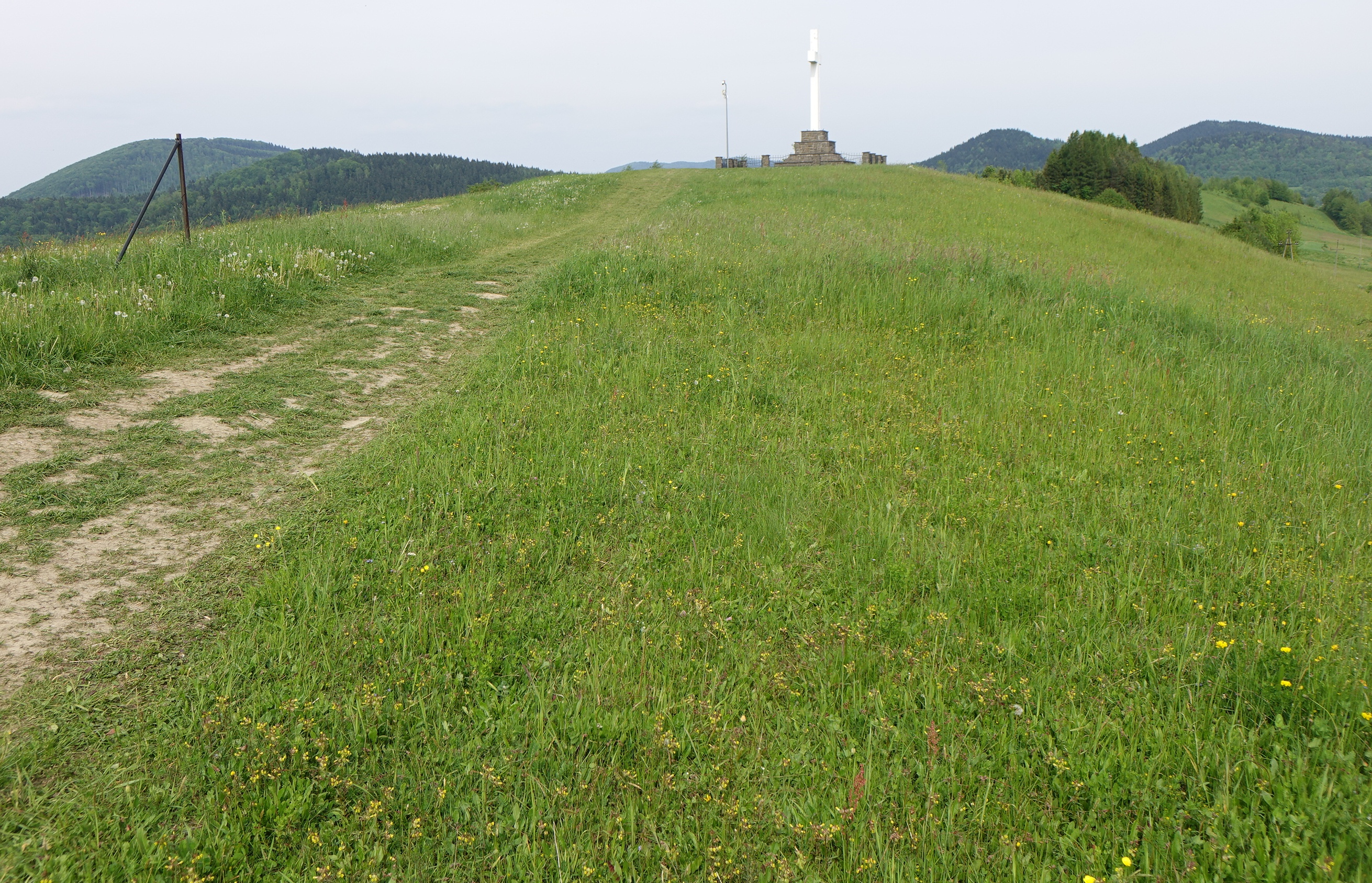